# 1-برومو الهكسان
1-بروموهكسان هو هاليد عضوي سائل وصيغتة الجزيئية Br-CH2-CH2-CH2-CH2-CH2-CH3. معامل الإنكسار له 1.4478 عند 20 درجة مئوية. هو يستخدم لتصنيع المستحضرات الصيدلانية والمواد الكيميائية العضوية.